# Wilfred Moke
Wilfred Moke Abro (Kinshasa, 12 febbraio 1988) è un ex calciatore congolese (Repubblica Democratica del Congo), di ruolo centrocampista.

## Palmarès

### Club

#### Competizioni nazionali
- Supercoppa di Turchia: 1

Konyaspor: 2017